# Обухово (Черниговская область)
Обухово (укр. Обухове) — село в Талалаевском районе Черниговской области Украины. Население — 181 человек. Занимает площадь 0,512 км².
Код КОАТУУ: 7425382805. Почтовый индекс: 17241. Телефонный код: +380 4634.

## Власть
Орган местного самоуправления — Поповичковский сельский совет. Почтовый адрес: 17242, Черниговская обл., Талалаевский р-н, с. Поповичка, ул. Ватутина, 1.